# Katharine St. George
Katharine Price Collier St. George (født 12. juli 1894, død 2. maj 1983) var et republikansk medlem af Repræsentanternes Hus.
St. George blev født i Bridgnorth, England, men i en alder af to flyttede hun til USA. Hun var medlem af byrådet i Tuxedo Park, New York fra 1929 til 1949.